# Trinaphthylen
Trinaphthylen ist eine chemische Verbindung aus der Gruppe der polycyclischen aromatischen Kohlenwasserstoffe.

## Gewinnung und Darstellung
Trinaphthylen kann aus Triphthalylbenzol gewonnen werden.

## Eigenschaften
Trinaphthylen ist ein farbloser Feststoff, der in Form von verfilzten Nadeln vorliegt. In Lösung fluoresziert er blau und löst sich in heißer Schwefelsäure mit gelber Farbe.